# Pablo Matera
Pablo Nicolás Matera (* 18. července 1993, Buenos Aires) je ragbista hrající na postu levého rváčka za argentinskou reprezentaci a japonský klub Mie Honda Heat. 
V roce 2022 a 2024 byl vybrán World Rugby do nejlepší sestavy světa.S týmem Crusaders vyhrál v roce 2022 soutěž Super Rugby. V roce 2020 byl kapitánem Argentiny při historicky první výhře v historii nad Novým Zélandem. Zúčastnil se MS 2015, MS 2019 a MS 2023. V červenci 2025 si proti Anglii připsal 111. reprezentační zápas a stal se hráčem, co si za Argentinu připsal nejvíce startů.